# Автотор
«АВТОТОР» — российское автосборочное предприятие в Калининграде. Основано в 1996 году. На предприятии выпускались легковые автомобили брендов — BMW, KIA, Hyundai, а также коммерческие автомобили Hyundai, Ford Cargo.
В 2006 году «АВТОТОР» занимал 69-е место в списке 200 крупнейших российских частных компаний по версии журнала Forbes.
Выручка компании за 2011 год составила около 4 млрд евро (по собственным оценкам).
В 2021 году компания заняла в рейтинге журнала Forbes «200 крупнейших частных компаний России» 38 место с выручкой 249,7 млрд рублей.
В мае 2022 года, из-за санкций Западных стран, введённых в ответ на вторжение России на Украину, предприятие ушло в простой, сотрудникам предоставили возможность временного трудоустройства на сезонных работах.
В начале 2023 предприятие начало крупноузловую сборку китайских автомобилей BAIC, Kaiyi, Forthing и SWM .
В начале 2024 в Калининградской области предприятие начало строить универсальный металлургический комплекс.

## История

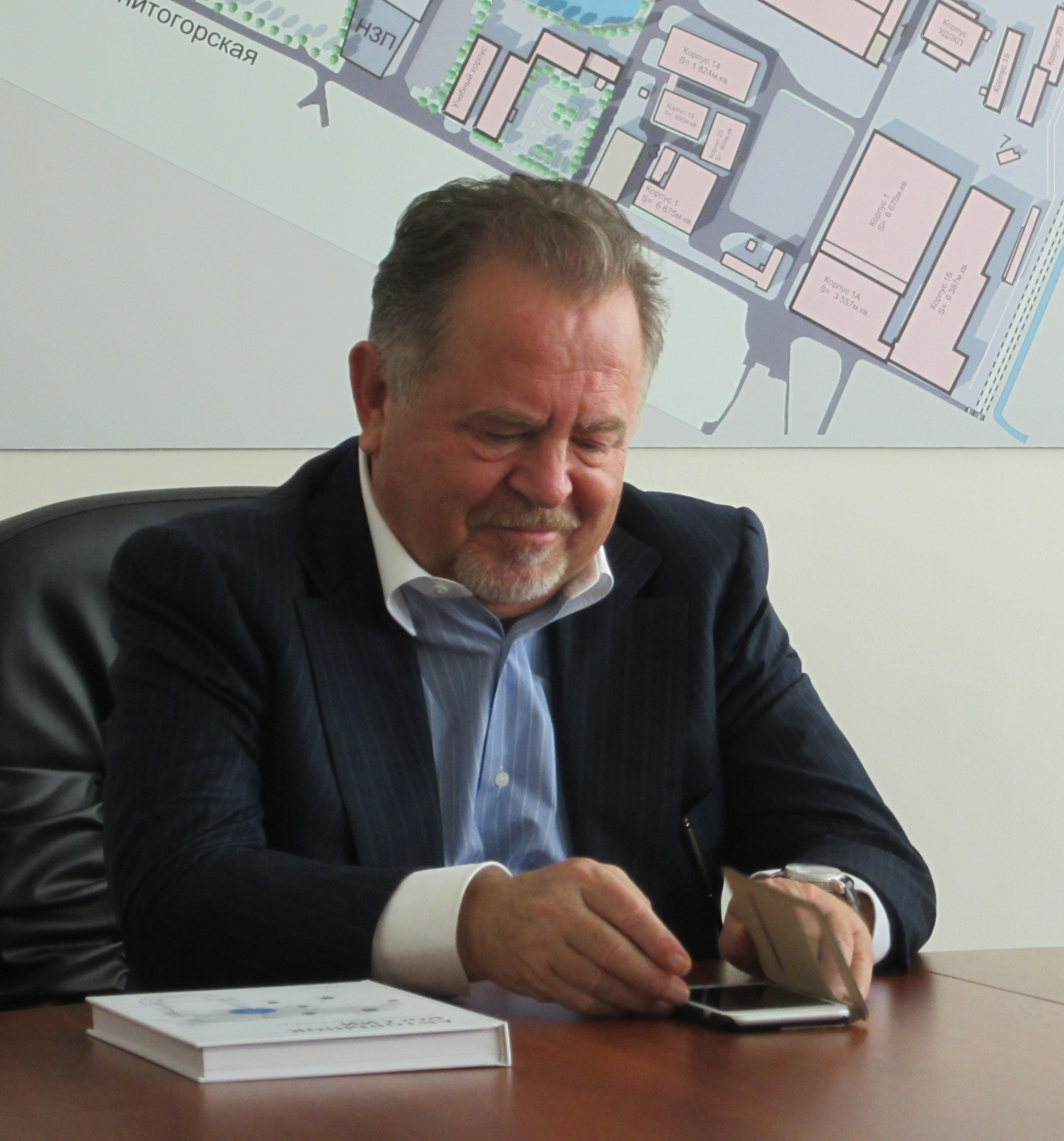
Щербаков, Владимир Иванович (министр).

История «Автотора» началась с 1996 года, когда группа инвесторов во главе с нынешним основным владельцем компании Владимиром Щербаковым (бывшим заместителем председателя правительства СССР и председателем Госкомтруда СССР), за $130 млн (источник происхождения средств неясен) приобрела в Греции комплект оборудования автосборочного завода, предназначавшегося для производства автомобилей Nissan. Название компания получила от «Авто» и нем. Tor («ворота»). Завод был смонтирован в цехах калининградского судостроительного завода «Янтарь», с которым Автотор образовал совместное предприятие (ООО «KIA-Балтика»). Другая сборочная площадка компании возникла на производственных площадях опытного завода бумагоделательного оборудования предприятия Калининградбуммаш.
Первоначально, с 1997 года, на мощностях завода выпускались автомобили марки Kia концерна Kia Motors. После кризиса 1998 года компания попала в сложное финансовое положение, реализация автомобилей сильно упала, было введено внешнее наблюдение. Помочь уйти от последствий кризиса компании помог крупный контракт с BMW и переход к контрактной сборке, когда «Автотору» не было необходимости закупать машинокомплекты за свой счет. В дальнейшем компания начала сотрудничество с GM, начав сборку Chevrolet Lacetti. В ноябре 2015 года был выпущен полуторамиллионный автомобиль — кроссовер Kia Sorento.
В 2017 году объём выпуска превысил 144 тыс. автомобилей при мощности производства 250 тыс. автомобилей в год. Из них 93 тыс. Kia, 33 тыс. Hyundai, 18 тыс. BMW. Пиковых значений в 250 тыс. авто выпуск достигал в 2012 году.
В 2022 году на несколько месяцев производство на «Автоторе» полностью прекратилось, были завершены контракты на сборку производившихся в начале года моделей BMW, Hyundai, Genesis и Kia. По состоянию на октябрь производится переналадка конвейера и подготовка к запуску производства автомобилей новых брендов.
В 2023 году начата крупноузловая сборка китайских автомобилей — в январе седана Kaiyi E5, в апреле седана BAIC U5 Plus, внедорожника BAIC BJ40 и кроссовера BAIC Х35, в августе кроссовера BAIC X55. До конца года 2023 года планируется начало сборки кроссоверов BAIC X7 и Kaiyi X7, а также кроссоверов SWM G01/G01F, SWM G03F и SWM G05. В 2023 году с конвейера предприятия сошло 38 тыс. машин китайских брендов.
На московском автосалоне MIMS−2023 «Автотор» представил линейку электромоторов мощностью от 23 кВт до 120 кВт, для ремоторизации автомобилей, уровень локализации намечен до 70 %.
На международном форуме «Атомэкспо-2024» «Автотор» представил электромобиль «Амберавто А5». Второй моделью компании стала L7, а третьей — А3.

## Локализация
На 2016 год средняя локализация 18-25 % в зависимости от модели, на некоторых моделях до 30 %. На 2019 год почти 90 % авто проходят только отверточную сборку, около 10 % выпуска локализованы со сваркой и окраской кузова. Имеются планы по расширению сварки и окраски кузовов.
«Автотор» пользуется рядом льгот, предоставляемых особой экономической зоной Калининграда. ОЭЗ действует с 1993 года и дает возможность ввозить импортные комплектующие и сырье без пошлин. Существует критика компании, которая, пользуясь льготами ОЭЗ, не занимается развитием производства, а только помогает избегать пошлин, имитируя производственную деятельность.

## Сотрудничество с Kia Motors
В 1996 году, заключив генеральное соглашение с «Автотором», Kia вывела на российский рынок свои автомобили. За время реализации проекта с конвейеров завода сошло более 240 000 автомобилей этой марки. На 2019 год «Автотором» выпускается 11 моделей легковых автомобилей и кроссоверов KIA для российского рынка: Ceed, Cerato, Mohave, Optima, Picanto, Quoris, Sorento, Sorento Prime, Soul, Sportage, Stinger. Сотрудничество прекратилось в 2022 году.

## Сотрудничество с BMW

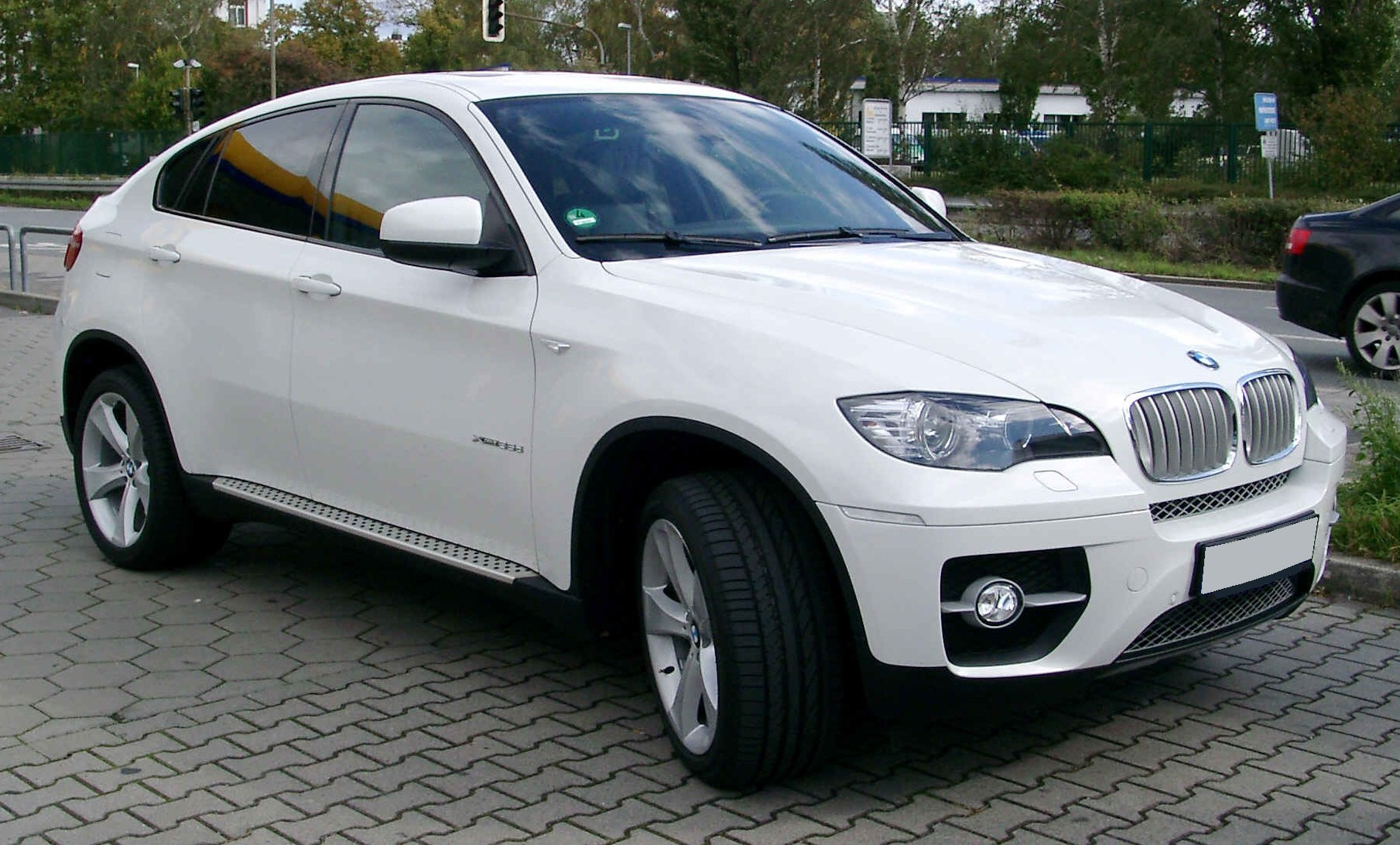
BMW X6.

Сборка автомобилей марки BMW началась в 1999 году, первыми моделями были 5-я и 7-я серии в кузовах E39 и E38. За первый год было выпущено 555 машин.
Объёмы производства (сборки) автомобилей BMW (всех марок), штук в год.
| Год  | Объём производства, шт | Выпускаемые модели                                                             |
| ---- | ---------------------- | ------------------------------------------------------------------------------ |
| 2004 | 2449                   | Е65/66 (7 серия), E60 (5 серия), E46 (3 серия)                                 |
| 2005 | 2293                   | Е65/66 (7 серия), E60 (5 серия), E46 (3 серия)                                 |
| 2006 | 3831                   | Е65/66 (7 серия), E60 (5 серия), E90 (3 серия), E83 (X3)                       |
| 2007 | 4521                   | Е65/66 (7 серия), E60 (5 серия), E90 (3 серия), E83 (X3)                       |
| 2008 | 6414                   | E60 (5 серия); E90 (3 серия), E83 (X3)                                         |
| 2009 | 5963                   | E60 (5 серия); E90 (3 серия), E83 (X3), E70 (X5), E71 (X6)                     |
| 2010 | 10359                  | F01/F02 (7 серия), F10 (5 серия) , E90 (3 серия), E83 (X3), E70 (X5), E71 (X6) |

В июле 2009 года на мощностях завода «Автотор» началось производство кроссоверов BMW X5 и BMW X6.
В конце мая 2010 года «Автотор» объявил о старте производства BMW 5 Series 2011 из поступающих из Германии машинокомплектов. Всего калининградское предприятие в 2010 году планирует выпустить 9—10 тысяч автомобилей BMW различных моделей, из них 1600 экземпляров придутся на новую 5 серию. В продаже первые собранные на «Автоторе» экземпляры новинки должны появиться летом 2010 года. Для производства BMW F10 калининградцы дополнительно создали 73 рабочих места, на первом этапе освоения модели она будет выпускаться в версиях 523i Business и 523i Luxury. Модельный ряд BMW, производимых в Калининграде расширился до восьми моделей. Сотрудничество прекратилось в 2022 году.

## Сотрудничество с General Motors
В августе 2003 года General Motors подписал комплекс соглашений об организации производства автомобилей GM в Калининграде на автозаводах «Автотор».
В 2004 году в Калининграде начался выпуск Hummer H2, Chevrolet TrailBlazer и Chevrolet Tahoe. Позже к ним присоединились автомобили Cadillac.
С 21 ноября 2008 года открыто производство Chevrolet Lacetti полного цикла, включающее сварку и покраску. Общие инвестиции в организацию производства со стороны GM и «Автотора» составили 80 млн евро. К 2011 году на «Автоторе» планируется ввести в строй вторую очередь производства. До 2015 года на «Автоторе» выпускались модели Opel Astra, Opel Insignia, Opel Zafira, Opel Meriva, Chevrolet Lacetti, Chevrolet Aveo, Chevrolet Epica, Chevrolet Cruze Station Wagon, Cadillac SRX и Cadillac Escalade.
В 2009 году выпуск автомобиля Hummer H2 был прекращён.
В 2012 году был прекращён выпуск автомобиля Chevrolet Epica и Chevrolet Lacetti
С 2012 года по 2015 на заводе проходила сборка автомобиля Chevrolet Cruze в кузове универсал.
В марте 2015 года General Motors объявил о закрытии большинства своих проектов в РФ, в том числе и прекращение инвестирования производства на «Автотор».

## Сотрудничество с NAC
В июне 2005 года «Автотор-Тракс», входящий в группу компаний «Автотор», начал сотрудничать с компанией Naveco, которая входит в состав Нанкинской автомобильной корпорации (Nanjing Automobile Corporation, NAC).
Модельный ряд Yuejin — это низкорамные развозные грузовики. 10 августа 2006 года был завершен выпуск первой партии грузовиков. Производились шасси и грузовики моделей NJ 1020, NJ 1041, NJ 1080.

## Сотрудничество с Chery Automobile
В России сборка автомобилей Chery началась в 2006 году на калининградском заводе «Автотор».
Продажи автомобилей Chery начались в России в мае 2006 года.
За 2006 год было продано около 13 000 шт. (из них: Amulet — 8581, QQ — 1959, Tiggo — 1223, Oriental Son — 32, Fora — 257) Около 80 % проданных автомобилей были собраны в России.
За первое полугодие 2007 года было продано 18 558 автомобилей (из них: Amulet — 10 119, Tiggo — 4986, Fora — 2596, QQ — 825, Oriental Son — 32), что позволило Chery занять 12-е место в общем рейтинге по объёмам продаж в России. Всего в 2007 году в России продано 37 120 автомобилей Chery. Калининградский «Автотор» произвёл за год 42 000 Chery.
В марте 2008 года «Автотор» прекратил сборку автомобилей Chery. В качестве основной причины называют непредоставление льгот Особой экономической зоны на беспошлинный ввоз комплектующих.
В начале 2023 года завод перешел на сборку китайской модели Kaiyi E5, пока в отверточном режиме. В планах — локализация модели и расширение ассортимента за счет других китайских машин.

## Сотрудничество с Hyundai Motor
С 2013 года Автотор ведёт сборку автомобилей под брендом Hyundai. Сотрудничество прекратилось в 2022 году.

## Ремоторизация автопарка Калининграда
Ремоторизация — проект Щербакова для автопарка Калининградской области по модернизации бензиновых авто до электромобиля.
Ориентировочная цена услуги СТО замены ДВС и коробки передач на электрокомплект — 1т. евр. Сам электрокомплект, электродвигатель, АКПП (редуктор), тяговые батареи предполагается оплачивать дополнительно. С учётом падений цен (2024 год) на нормальные китайские автомобили, проект Щербакова носит экспериментальный характер отработки технологии и подготовки нормативно-правовой базы.
При «правительстве» Калининградской области создана рабочая группа. Губернатор утвердил план мероприятий по ремоторизации в рамках пилотного проекта.

Щербаков:
«Мы предложили правительству — и оно нас поддерживает — сделать для всей отрасли 150 тысяч электрических двигателей разной размерности и систем управления к ним.
Это в два раза больше, чем предусматривает концепция автопрома.
Такой потребности в новых электромобилях, конечно, пока не будет.
Поэтому мы будем выпускать электрокомплекты, чтобы заменять старый ДВС вместе с коробкой передач на новый электрический у машин, которые уже находятся в эксплуатации».
Летом 2024 года губернатору Алексею Сергеевичу Беспрозванных был продемонстрирован первый «ремоторизированный» автомобиль.